# Fantastic
Fantastic – debiutancki album studyjny duńskiego zespołu Toy-Box, wydany w 1999 roku przez Edel Records.

## Lista utworów
Źródło: Discogs
| Nr  | Tytuł                       | Długość |
| --- | --------------------------- | ------- |
| 1.  | „Toy-Box Pictures Presents” | 0:38    |
| 2.  | „The Sailor Song”           | 3:04    |
| 3.  | „Best Friends”              | 3:28    |
| 4.  | „Tarzan & Jane”             | 3:04    |
| 5.  | „E.T.”                      | 3:40    |
| 6.  | „Teddybear”                 | 4:14    |
| 7.  | „Super-Duper-Man”           | 3:17    |
| 8.  | „I Believe in You”          | 3:29    |
| 9.  | „Earth, Wind, Water & Fire” | 3:36    |
| 10. | „What About”                | 3:40    |
| 11. | „Eenie, Meenie, Miney, Mo”  | 3:17    |
| 12. | „A Thing Called Love”       | 3:16    |
| 13. | „Sayonara (Goodbye)”        | 3:25    |

## Notowania na listach sprzedaży
| Kraj      | Lista (1999/2000) | Najwyższa pozycja |
| --------- | ----------------- | ----------------- |
| Holandia  | Album Top 100     | 1                 |
| Norwegia  | Top 40 Albums     | 9                 |
| Szwecja   | Top 60 Albums     | 17                |
| Finlandia | Top 40 Albums     | 28                |